# 순환신용저축
순환신용저축(영어: rotating saving and credit association; ROSCA)은 한 무리의 사람들이 비공식적인 모임을 이루어 정해진 기간 동안 서로 돈을 빌려주고 공동으로 저축하면서 점점 돈을 불려나가는 P2P 사금융이다.
일종의 원시적 상호저축이자 사모펀드로서, 순환신용저축은 전세계의 전통사회에서 공히 발견된다. 라틴아메리카의 탄다, 동아프리카(스와힐리어권)의 차마, 파키스탄의 카메티, 인도 구자라트으 비시, 에티오피아의 에쿠브, 서인도제도의 파르드나, 소말리아의 하그바드, 남아공의 스토크벨, 서아프리카 및 캐리비안의 오수수, 중화권과 베트남의 회(會), 한국의 저축계(契), 필리핀의 팔루와간, 이집트의 감에야, 일본의 타노모시코, 류큐의 무에(模合) 등이 모두 이런 순환신용저축식 전통사금융이다.